# اختبار اختلال توازن الانتقال
أُقْتُرِحَ اختبار اختلال توازن الانتقال من قبل سبيلمان وماكجينيس ووارن إيوينزعام (1993) كاختبار ارتباط قائم على الأسرة لوجود ارتباط جيني بين علامة وراثية وصفة. إنه تطبيق لاختبار ماكنيمار.
ومن خصائص اختبار اختلال توازن الانتقال أنه لن يكتشف الارتباط الجيني إلا في وجود ترابط جيني. في حين أن ترابط جيني يمكن أن يكون ناتجاً عن بنية السكان، فإن الارتباط الجيني لن يتأثر، مما يجعل اختبار اختلال توازن الانتقال قوياً لوجود الهيكل السكاني.

## حالة الثلاثيات: طفل مصاب واحد لكل أسرة

### وصف الاختبار
نصف أولا اختبار اختلال توازن الانتقال في الحالة التي تتكون فيها العائلات من ثلاثي (والدان وطفل مصاب). يتبع وصفنا الرموز التي أُستُخدِمَت من قبل قبل سبيلمان وماكجينيس ووارن إيوينزعام (1993).
يقيس اختبار اختلال توازن نقل الحركة الانتقال المفرط للأليل من الآباء غير المتجانسين إلى النسل المصاب.النسل المصاب n له 2n من الآباء. يمكن تمثيلها بالأليلات المنقولة وغير المنقولة {\displaystyle M_{1}}و{\displaystyle M_{2}} في بعض المواقع الوراثية. تلخيص البيانات في جدول 2 × 2 يعطي:
|                       | الأليلات غير المنقولة | الأليلات غير المنقولة | الأليلات غير المنقولة |
| --------------------- | --------------------- | --------------------- | --------------------- |
| الأليلات المنقولة     | {\displaystyle M_{1}} | {\displaystyle M_{2}} | مجموع                 |
| {\displaystyle M_{1}} | a                     | b                     | a+b                   |
| {\displaystyle M_{2}} | c                     | d                     | c+d                   |
| مجموع                 | a+c                   | b+d                   | 2n                    |

يوضح اشتقاق اختبار اختلال توازن الانتقال أنه يجب على المرء فقط استخدام الوالدين غير المتجانسين (العدد الإجمالي b + c). يختبر اختبار اختلال توازن الانتقال ما إذا كانت النسب b / (b + c) و c / (b + c) متوافقة مع الاحتمالات (0.5 ، 0.5). يمكن اختبار هذه الفرضية باستخدام اختبار ذو الحدين (مربع كاي مقارب) بدرجة واحدة من الحرية:
{\displaystyle \chi ^{2}={\frac {[b-(b+c)/2]^{2}}{(b+c)/2}}+{\frac {[c-(b+c)/2]^{2}}{(b+c)/2}}={\frac {(b-c)^{2}}{b+c}}}

### الخطوط العريضة لاشتقاق الاختبار
يتكون اشتقاق الاختبار من استخدام نموذج علم الوراثة السكانية للحصول على النسب المتوقعة للكميات {\displaystyle a}و{\displaystyle b}و{\displaystyle c}و{\displaystyle d} في الجدول أعلاه. على وجه الخصوص، يمكن للمرء أن يظهر أنه في ظل جميع نماذج المرض تقريباً، فإن النسبة المتوقعة من {\displaystyle b}و{\displaystyle c} متطابقة. هذه النتيجة تحفز استخدام ذات الحدين (بشكل مقارب{\displaystyle \chi ^{2}}) لاختبار ما إذا كانت هذه النسب متساوية.
من ناحية أخرى ، يمكن للمرء أيضاً إظهار أنه في ظل هذه النماذج النسب {\displaystyle a}و{\displaystyle b}و{\displaystyle c}و{\displaystyle d} لا تساوي حاصل ضرب الاحتمالات الهامشية {\displaystyle (a+b)/2n}, {\displaystyle (c+d)/2n}و{\displaystyle (a+c)/2n}, {\displaystyle (b+d)/2n}. إعادة صياغة هذه العبارة هي أن نوع الأليل المرسل ليس مستقلاً بوجه عام عن نوع الأليل غير المنقول. والنتيجة هي أن {\displaystyle \chi ^{2}} اختبار التجانس/الاستقلال لا يختبر الفرضية المناسبة، وبالتالي، يتم تضمين الآباء غير المتجانسين فقط.

## تمديد الحمل إلى طفلين مصابين لكل أسرة

### تمديد الاختبار
يمكن تمديد اختبار اختلال توازن الانتقال بسهولة إلى ما بعد حالة الثلاثيات. نستمر في اتباع تدوينات سبيلمان وماكجينيس ووارن إيوينزعام (1993). النظر في مجموع {\displaystyle h} الآباء متغاير الزيجوت. نحن نستخدم حقيقة أن الانتقال إلى أطفال مختلفين مستقل. يمكن بعد ذلك تلخيص المعلومات في ثلاث فئات:
{\displaystyle i} = عدد الآباء الذين يرسلون {\displaystyle M_{1}} لكلا الطفلين.
{\displaystyle h-i-j} = عدد الآباء الذين يرسلون {\displaystyle M_{1}} لطفل واحد و {\displaystyle M_{2}} إلى آخر.
{\displaystyle j} = عدد الآباء الذين يرسلون {\displaystyle M_{2}} لكلا الطفلين.
باستخدام رموز الفقرة السابقة لدينا:
{\displaystyle b=2i+(h-i-j)=h+i-j\,}
{\displaystyle c=2j+(h-i-j)=h-i+j\,}
مما يؤدي إلى إحصائية اختبار مربع كاي:
{\displaystyle \chi _{tdt}^{2}={\frac {4(i-j)^{2}}{h}}.}

### العلاقة مع إحصائية ارتباط أخرى
إن المقارنة مع اختبار الربط الأكثر تقليدية (على الأقل في الوقت الذي أُقْتُرِحَ فيه اختبار اختلال توازن الانتقال) الذي اقترحه بلاكويلدر وإلستون عام 1985 هو غني بالمعلومات. يستخدم نهج بلاكويلدر وإلستون العدد الإجمالي للأنماط الفردية المتطابقة حسب النسب (يعني مشاركة النمط الأحادي). يتجاهل هذا المقياس الحالة الأليلية للعلامة ويقارن ببساطة عدد المرات التي ينقل فيها أحد الوالدين الأليل نفسه إلى كلا الطفلين المصابين بعدد المرات التي ينتقل فيها أليل مختلف. إحصائية الاختبار هي:
{\displaystyle \chi _{hs}^{2}={\frac {(2i+2j-h)^{2}}{h}}.}
في ظل فرضية العدم لعدم وجود ارتباط، فإن النسب المتوقعة ل (i ، h - i - j ، j) هي (0.25، 0.5، 0.25). يمكن للمرء أن يستمد إحصائية مربع كاي بسيطة مع درجتين من الحرية:
{\displaystyle \chi _{total}^{2}={\frac {(i-h/4)^{2}}{h/4}}+{\frac {(h-i-j-h/2)^{2}}{h/2}}+{\frac {(j-h/4)^{2}}{h/4}}=\chi _{tdt}^{2}+\chi _{hs}^{2}.}
ويبدو بوضوح أن الإحصاء الإجمالي (بدرجة حرية) هو مجموع عنصرين مستقلين: أحدهما هو مقياس الربط التقليدي والآخر هو إحصاء اختبار اختلال توازن الانتقال.

## نسخة معدلة
في الآونة الأخيرة، اقترح فيتكوفسكي و ليو عام(2002/2004) تعديلا على اختبار اختلال توازن الانتقال يمكن أن يكون أكثر قوة في ظل بعض البدائل، على الرغم من أن الخصائص المقاربة بموجب فرضية العدم متكافئة. الفكرة المحفزة لهذا التعديل هي حقيقة أنه في حين أن انتقال كلا الأليلين من الوالدين إلى الطفل مستقل، فإن تأثيرات المتغيرات الجينية أو البيئية الأخرى على الانتفاذ هي نفسها لكلا الأليلين المنقولين إلى نفس الطفل. يمكن أن يكون هذا الموقف مهماً، على سبيل المثال، إذا كانت العلامة الجينية مرتبطة بموضع المرض مع اختيار قوي ضد الأفراد غير المتجانسين. تقترح هذه الملاحظة تحويل النموذج الإحصائي من مجموعة من عمليات الإرسال المستقلة إلى مجموعة من الأطفال المستقلين (انظر لساسيني عام (1997) للمشكلة المقابلة في اختبارات ارتباط الحالات والشواهد). في حين أن هذه الملاحظة لا تؤثر على التوزيع بموجب فرضية عدم وجود ارتباط، إلا أنها تسمح، بالنسبة لبعض نماذج الأمراض، بتصميم اختبار أكثر قوة.
في اختبار اختلال توازن الانتقال المعدل هذا، يتم تقسيم الأطفال إلى طبقات حسب نوع الوالدين وتصبح إحصائية الاختبار المعدلة:
{\displaystyle \chi ^{2}={\frac {\left[[n_{PQ}-n_{QQ}]_{PQ\sim QQ}+2\times [n_{PP}-n_{QQ}]_{PQ\sim PQ}+[n_{PP}-n_{PQ}]_{PP\sim PQ}\right]^{2}}{[n_{PQ}+n_{QQ}]_{PQ\sim QQ}+4\times [n_{PP}+n_{QQ}]_{PQ\sim PQ}+[n_{PQ}+n_{PP}]_{PP\sim PQ}}}}
حيث {\displaystyle [n_{PQ}]_{PQ\sim QQ}} هو عدد أطفال PQ من الآباء الذين لديهم أنواع PQ و QQ.

## برنامج لحوسبة اختبار اختلال توازن الانتقال
Beagle